# 爆炸頭武士 (遊戲)
《爆炸頭武士》是一款PlayStation 3和Xbox 360上的、由動漫《爆炸頭武士》改編的電子遊戲，2008年在美國雜誌《Play》上首次宣佈製作消息，次年1月27日發售。開發商是萬代南夢宮遊戲，發行厂牌是該公司持有的“Surge”，這是該公司第一次在西方國家使用這個厂牌發佈遊戲。

## 外部連結
- 官方网站